# Witalij Mielnikow (reżyser)
Witalij Wiaczesławowicz Mielnikow (ros. Виталий Вячеславович Мельников; ur. 1 maja 1928 w Swobodnym, zm. 21 marca 2022 w Petersburgu) – radziecki reżyser filmowy oraz scenarzysta. Ludowy Artysta RFSRR (1987). Zasłużony Działacz Sztuk RFSRR (1976).
Absolwent WGIK. Był realizatorem filmów oświatowych w Leningradzkiej Wytwórni Filmów Popularno-Oświatowych.

## Wybrana filmografia
- 1966: Naczelnik Czukotki (Начальник Чукотки)[2]
- 1970: Siedem dziewcząt kaprala Zbrujewa (Семь невест ефрейтора Збруева)[2]
- 1972: Wybacz i żegnaj (Здравствуй и прощай)

## Nagrody i odznaczenia
- Order Za Zasługi dla Ojczyzny klasy IV[3]
- Order Honoru (Rosja)[4]